# Emmerich Teuber
Emmerich „Imre“ Teuber (* 11. Mai 1877 in Prag, Österreich-Ungarn; † 3. Februar 1943 in Wien, Großdeutsches Reich), bei den Pfadfindern „Papa Teuber“ genannt, ist der Gründer des Österreichischen Pfadfinderbundes, der ersten Pfadfinderorganisation in Österreich.

## Leben

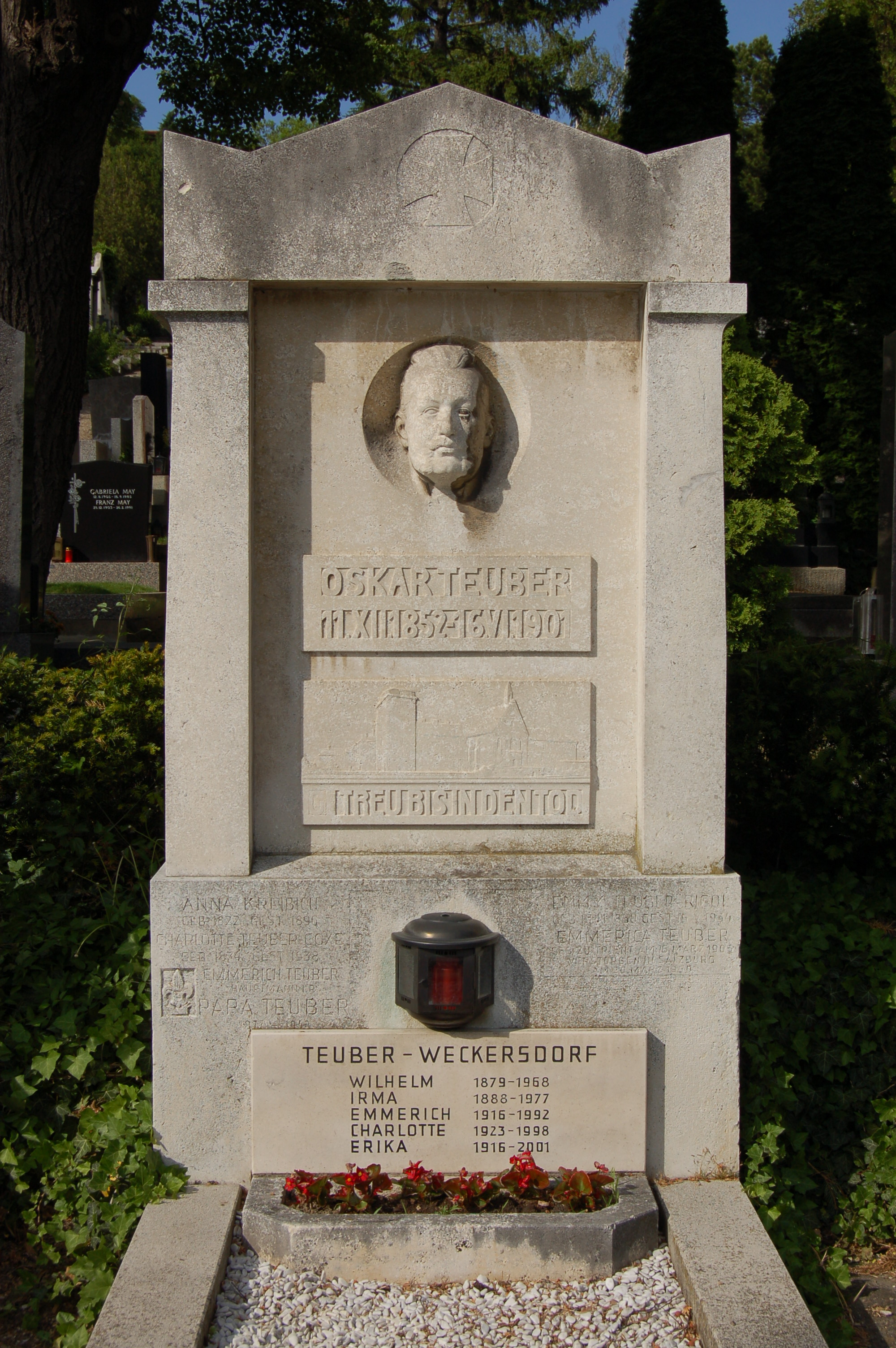
Grabmal der Familie Teuber auf dem Dornbacher Friedhof

Sein Vater Oskar Wilhelm Karl Teuber (* 1852 in Weckersdorf in Böhmen; † 1901 in Wien) war Chefredakteur der Wiener Zeitung in Prag. Emmerich hatte drei Brüder, Wilhelm (1879–1968), Oskar (* 1881) und Maurus (* 1883).
Nach dem Besuch des Schottengymnasiums trat er in die Infanterie-Kadettenschule der k.u.k. Armee ein. 1904 heiratete er die Amerikanerin Charlotte Drifton Coxe in Philadelphia und schied 1910 aus dem Armeedienst als Oberleutnant aus. In den nächsten Jahren beschäftigte er sich mit dem Aufbau einer Pfadfinderorganisation in Wien.
Zu Beginn des Ersten Weltkrieges wurde er reaktiviert und trat als Hauptmann seinen Kriegsdienst an. Die Pfadfinder wurden unter seine Führung zu Hilfsdiensten für das Österreichische Rote Kreuz, Straßensammlungen und Spendentransporten eingesetzt. Er erhielt für diese Leistungen einige Auszeichnungen, darunter das Ritterkreuz des Franz-Joseph-Ordens und auch die Salvator-Medaille aus der Hand des Wiener Stadtrates und späteren Bürgermeisters Jakob Reumann. Nach Ende des Krieges 1918 arbeitete er als Inspektor der Wiener Kinder- und Jugendfürsorgeeinrichtungen.
Nach dem „Anschluss“ an das Deutsche Reich wurde er 1938 als Gründer einer Pfadfinderorganisation und „Englandfreund“ von den Nationalsozialisten verhaftet und angeklagt. Bei seinem Prozess 1939 vor dem Volksgerichtshof in München verteidigte er sich selbst, wurde zwar freigesprochen, blieb aber im Visier der Gestapo.
Am 3. Februar 1943 starb Emmerich Teuber, geschwächt durch die Belastungen der Haftzeit und Verfolgung, in einer Wiener Klinik.
Im Jahr 2008 wurde in Wien-Landstraße (3. Bezirk) der Emmerich-Teuber-Platz nach ihm benannt.

## Pfadfindertätigkeit
Sein Bruder Wilhelm hatte sich als Lehrer an einer Militär-Erziehungsanstalt auf Anraten des Kriegsministeriums mit dem Buch Scouting for Boys von Robert Baden-Powell beschäftigt. Auf Grund seiner guten Erfahrungen bestärkte er Emmerich in der Idee, dieses System auch bei der zivilen Jugendarbeit zu verwenden. Emmerich Teuber hatte 1909 in Amerika einige militärische Jugendhorte kennengelernt. Als daher der Gründer des „Reichsbundes der Knabenhorte Österreichs“ Hauptmann a. D. Franz Opelt, ihn als Zentralinspektor seiner Horte einsetzte, erkannte er bald die beschränkten Möglichkeiten dieser Organisation. Im Frühjahr 1912 reiste er nach Berlin, wo er sich vom deutschen Reichsfeldmeister Maximilian Bayer informieren ließ. In Deutschland war damals allerdings fast nur vormilitärische Ausbildung bei den Pfadfindern üblich, was ihm wenig gefiel.
Am 1. Oktober 1912 gründete er im Hort Wien-Erdberg die 1. Wiener Pfadfinderkompanie. Sie bestand aus sieben jungen Elektromechaniker-Lehrlingen. Er wollte seine Buben mit Hilfe der Pfadfindermethode in der Natur beschäftigen und sie durch die „tägliche gute Tat“ zu tüchtigen Mitgliedern der Gesellschaft erziehen. Von seinen Pfadfindern wurde er „Papa Teuber“ genannt. Bald waren drei Trupps pfadfinderisch unterwegs.
Am 4. November 1912 reichte er bei den Behörden den Antrag für den „Verein zur Errichtung und Erhaltung eines Wiener Pfadfinderkorps“ ein. Obwohl Teuber wegen einer Erkrankung für einige Zeit pausieren musste, startete er 1914 die Gründung des Österreichischen Pfadfinderbundes (ÖPB). Als Ziel wurde in den Statuten festgelegt:
[...] in den im Reichsrat vertretenen Königreichen und Ländern im Allgemeinen die Entwicklung der Pfadfinderbewegung zu fördern [...] und das in der Reichshaupt- und Residenzstadt Wien bestehende Pfadfinderkorps zu erhalten.
Bei der Gründung hatte dieser Bund rund 800 Buben, 100 Mädchen und 50 Führer und Führerinnen. Teuber, zum 1. Hauptfeldmeister, dann Reichsfeldmeister des Bundes ernannt, wollte in ihm alle Pfadfindergruppen der k.u.k. Monarchie Österreich-Ungarn vereinigen und nahm dazu erfolgreich Verbindung mit den katholischen Pfadfinderkorps’ in Wien und Graz auf. Jedoch blieben viele deutschnationale, ungarische und tschechische Gruppen dem ÖPB fern und gründeten eigene Dachorganisationen.
Nach dem Ende des Ersten Weltkrieges war es Emmerich Teuber (jetzt Bundesfeldmeister genannt) zu verdanken, dass der ÖPB sehr rasch wieder Anschluss an die Weltpfadfinderorganisation fand. Auf Vorschlag Frankreichs wurde er von 1922 bis 1929 in das International Committee der World Organization of the Scout Movement (WOSM), dem internationalen Pfadfinderverband, berufen. Als ab 1924 die katholischen Gruppen sich vom ÖPB trennten und einen eigenen Dachverband gründeten, befürwortete er dessen internationale Anerkennung. Als Committee-Mitglied wäre es für ihn wahrscheinlich nicht schwer gewesen, das zu verhindern, doch entsprach dies nicht seinem Verständnis von pfadfinderischer Toleranz. So war damals Österreich das einzige Land, in dem WOSM zwei Verbände anerkannt hatte.